# 가베정
가베정(일본어: 可部町)은 일본 히로시마현 아사군에 존재했던 정이다. 1972년에 히로시마시에 편입해 소멸했다. 현재는 아사키타구의 일부에 해당한다.